# Яшкаускас, Витас-Пранцишкус Пранцишкович
Витас-Пранцишкус Пранцишкович Яшкаускас  — советский хозяйственный деятель, полный кавалер ордена Трудовой Славы.

## Биография
Родился в 1933 году в селе Марчукинье. Член КПСС с 1960.
В 1950—1991 — тракторист Капсукской МТС, тракторист Тарашишкской МТС, тракторист-комбайнёр колхоза «Падовинис» Капсукаского района Литовской ССР.
Указами Президиума Верховного Совета СССР от 14 февраля 1975 года и 27 декабря 1976 года соответственно за досрочное выполнение социалистических обязательств награждён орденами Трудовой Славы III и II степеней.
Указом Президиума Верховного Совета СССР от 6 июня 1984 года награждён орденом Трудовой Славы I степени, став полным кавалером ордена Трудовой Славы.
Делегат XIX конференции КПСС.
Жил в Литве.